# HD 27588
HD 27588，又名CD-44 1503，SAO 216749、HR 1364，是一颗恒星，视星等为5.34，位于銀經249.61，銀緯-45.32，其B1900.0坐标为赤經4h 16m 6.7s，赤緯-44° -45.32′ 26″。